# YORP-Effekt
Der Yarkovsky-O’Keefe-Radzievskii-Paddack-Effekt, verkürzt auch YORP-Effekt genannt, ist eine allmähliche Veränderung des Rotationszustands kleiner Körper (z. B. von Asteroiden) unter dem Einfluss der Sonnenstrahlung.

## Beschreibung
Wie der Jarkowski-Effekt entsteht der YORP-Effekt dadurch, dass thermische Strahlung räumlich anisotrop abgegeben wird, wodurch ein kleines Drehmoment entsteht. Dadurch kann sich die räumliche Lage der Rotationsachse verändern, aber auch die bestehende Rotationsbewegung abgebremst oder beschleunigt werden.
Der YORP-Effekt wurde 2013/14 an den Asteroiden (54509) YORP und (1862) Apollo von Teams um Stephen Lowry (Queens University in Belfast) und Mikko Kaasalainen (Universität Helsinki) nachgewiesen.
Der Komet P/2013 R3 (Catalina-PANSTARRS) wurde durch den YORP-Effekt in eine solch schnelle Rotation versetzt, dass er durch die Fliehkräfte zerfiel.
Eingeführt wurde der Begriff YORP-Effekt im Jahr 2000 von David P. Rubincam nach Vorarbeiten von Iwan O. Jarkowski (im englischen Sprachraum als Yarkovsky transkribiert), John A. O’Keefe, Wladimir W. Radsijewski (Radzievskii) und Stephen J. Paddack.